# 海地駐外機構列表

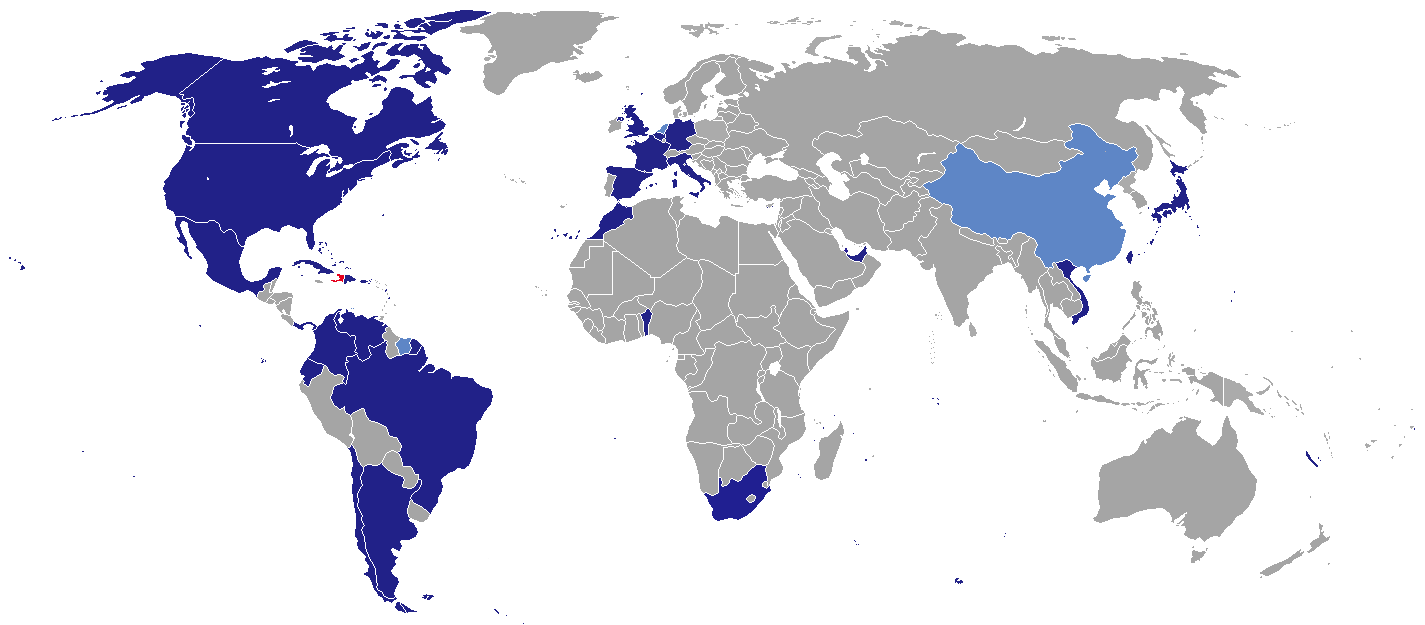
設有海地駐外機構之國家分布
海地
設有海地駐外機構之國家
設有海地實質駐外機構之國家

海地駐外機構列表列出了海地在各國的外交代表機構，包含大使館、領事館、實質大使館、代表團等。多數海地駐外機構位於美洲及加勒比海地區。

## 非洲
- 摩洛哥 [1]
  - 拉巴特（大使館）
- 南非
  - 比勒陀利亞（大使館）

## 美洲
- 阿根廷
  - 布宜諾斯艾利斯（大使館）
- 巴哈马
  - 拿骚（大使館）
- 巴西
  - 巴西利亚（大使館）
- 加拿大
  - 渥太華（大使館）
  - 蒙特利尔（總領事館）
- 智利
  - 圣地亚哥（大使館）
- 哥伦比亚
  - 波哥大（大使館）
- 古巴
  - 哈瓦那（大使館）
- - 聖多明哥（大使館）
  - 達哈翁（總領事館）
  - 伊圭（總領事館）
  - 巴拉奧納（總領事館）
  - 聖地牙哥（總領事館）
- - 基多（大使館）
- 墨西哥
  - 墨西哥城（大使館）
- 巴拿马
  - 巴拿馬城（大使館）
- 苏里南
  - 帕拉马里博（總領事館）
- 美国

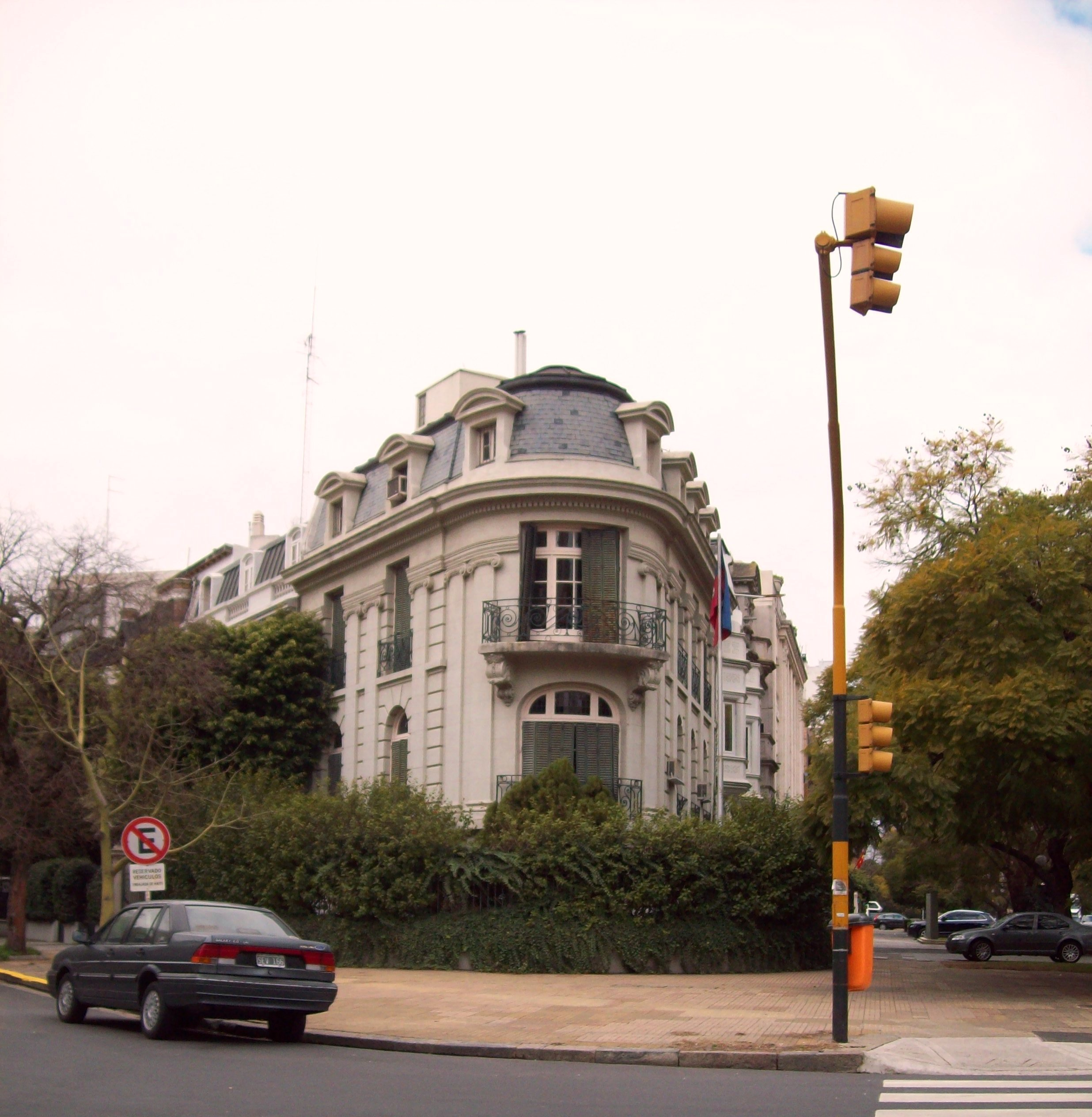
駐阿根廷大使館

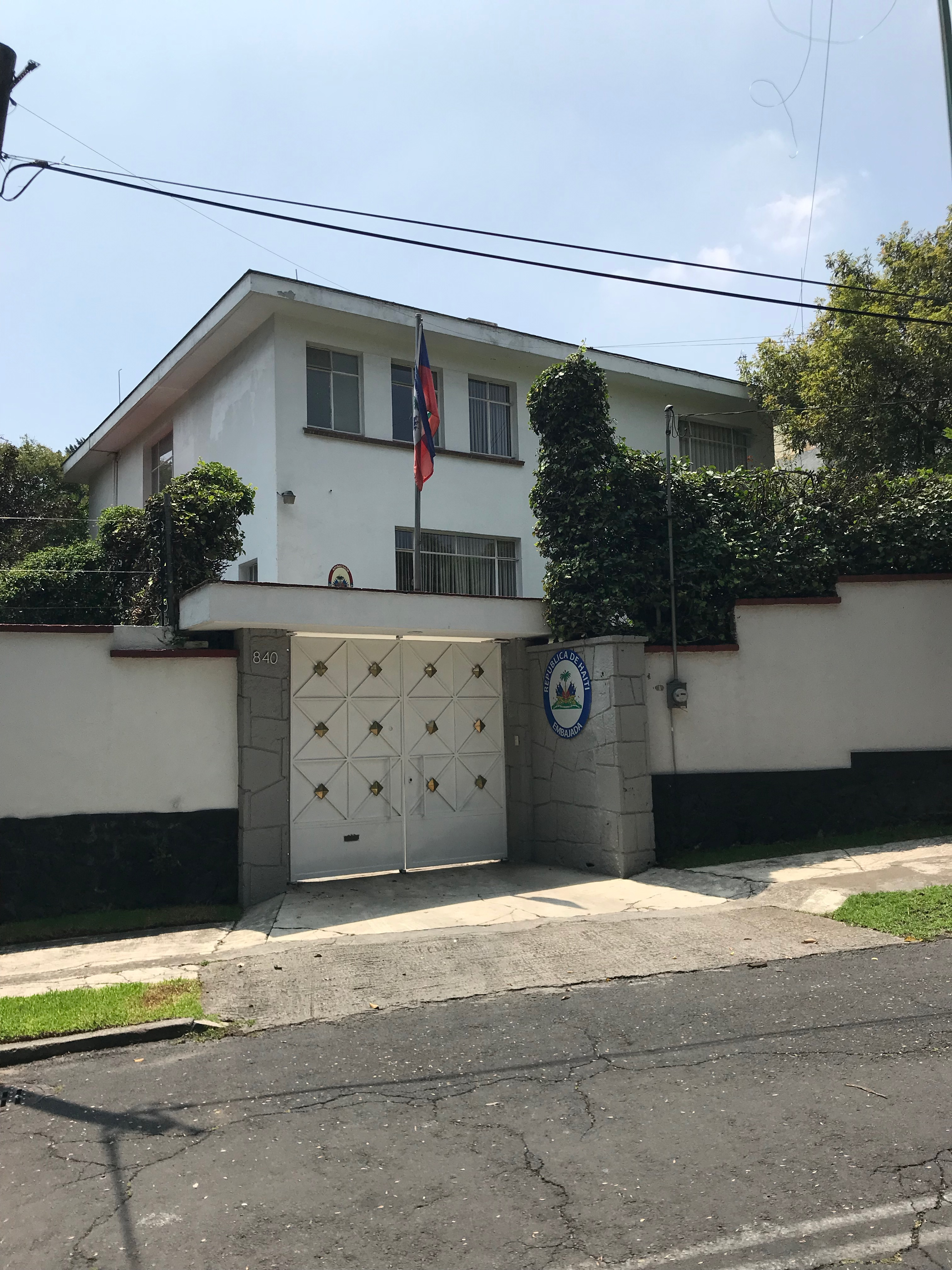
駐墨西哥大使館

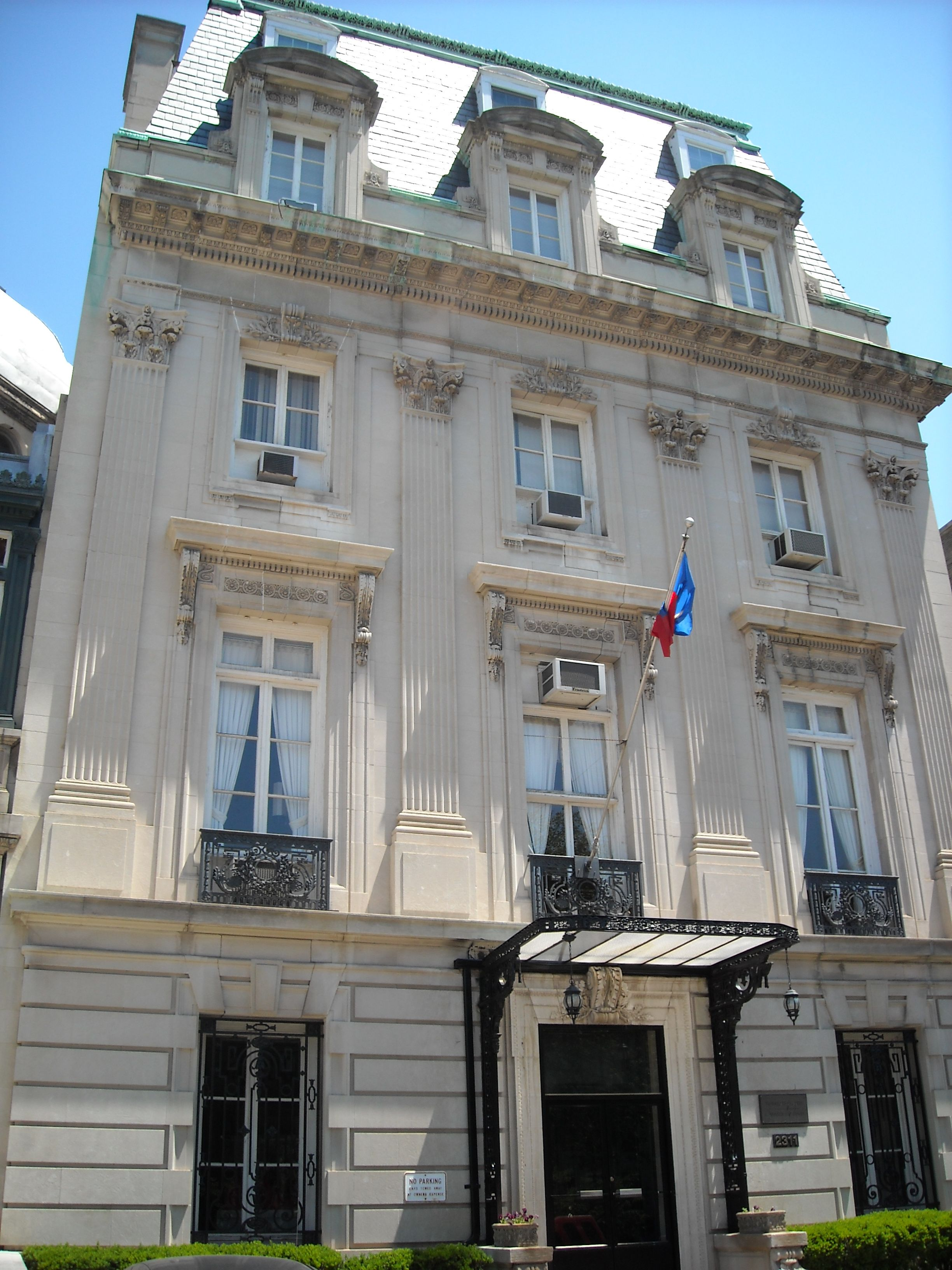
駐美大使館(原中華民國駐美國大使館武官處)

  - 华盛顿哥伦比亚特区 (大使館（英语：Embassy of Haiti in Washington, D.C.）)
  - 亚特兰大（總領事館）
  - 波士顿（總領事館）
  - 芝加哥（總領事館）
  - 迈阿密（總領事館）
  - 纽约（總領事館）
  - 奥兰多（總領事館）
- 委內瑞拉
  - 卡拉卡斯（大使館）

## 亞洲
- 中华人民共和国
  - 北京市（海地中國貿易發展辦事處）[2]
- 日本
  - 東京都（大使館）
- - 多哈（大使館）
- 中華民國（臺灣）
  - 臺北市（海地駐華大使館）
- 越南
  - 河內市（大使館）

## 歐洲

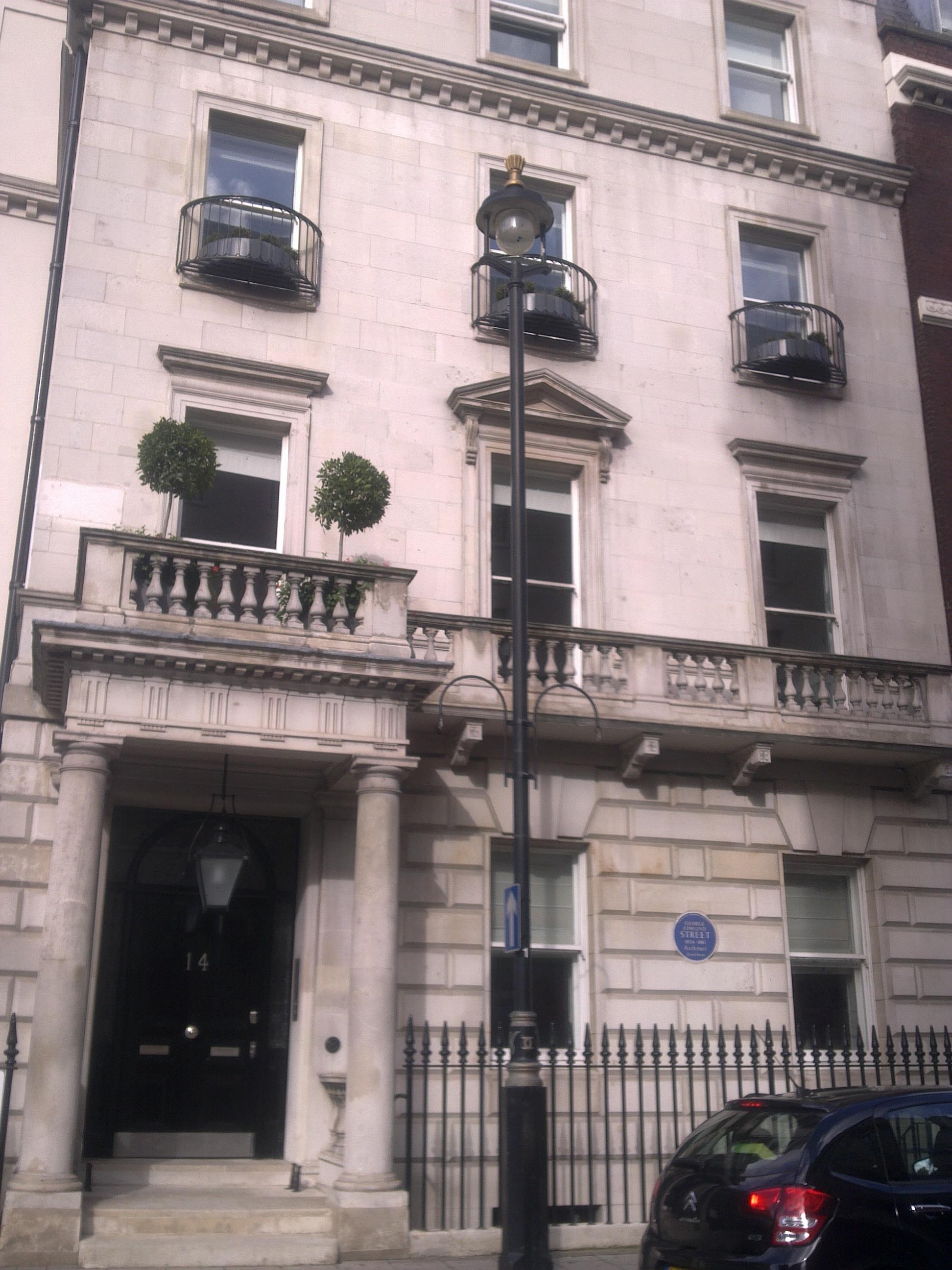
駐英大使館

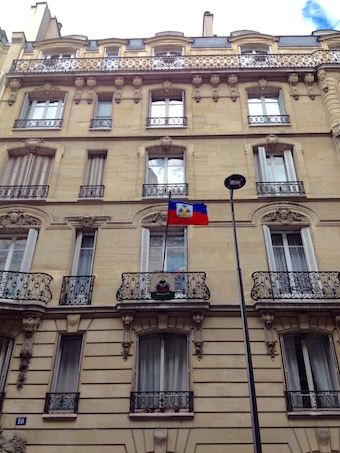
駐法大使館

- 比利时
  - 布鲁塞尔（大使館）
- 法國
  - 巴黎（大使館）
  - 開雲，法屬圭亞那（總領事館）
  - 皮特尔角城，瓜德羅普（總領事館）
- 德国
  - 柏林（大使館）
- 聖座
  - 罗马（大使館）[註 1]
- 義大利
  - 罗马（大使館）
- 荷蘭
  - 奥拉涅斯塔德，阿鲁巴（總領事館）
  - 威廉斯塔德，库拉索（總領事館）
- 西班牙
  - 马德里（大使館）
- 英国
  - 伦敦 (大使館（英语：Embassy of Haiti, London）)
  - 普羅維登西亞萊斯島，土克凱可群島（總領事館）

## 國際組織
- 欧盟
  - 布鲁塞尔（代表團）
- 联合国
  - 日内瓦（常駐联合国及國際組織代表團）
  - 纽约（常駐代表團）
- 聯合國教科文組織
  - 巴黎（常駐代表團）
- 联合国粮食及农业组织
  - 罗马（常駐代表團）
- 美洲国家组织
  - 华盛顿哥伦比亚特区（常駐代表團）